# Okręg Arbon
Arbon (niem. Bezirk Arbon) – okręg w Szwajcarii, w kantonie Turgowia. Siedziba administracyjna okręgu znajduje się w miejscowości Arbon.  
Okręg składa się z dwunastu gmin (Gemeinde) o powierzchni 89,07 km² i o liczbie mieszkańców 59 035.

## Gminy
1. Amriswil
2. Arbon
3. Dozwil
4. Egnach
5. Hefenhofen
6. Horn
7. Kesswil
8. Roggwil
9. Romanshorn
10. Salmsach
11. Sommeri
12. Uttwil